# José Alexandre de Souza Gurgel do Amaral
José Alexandre de Souza Gurgel do Amaral (25 de fevereiro de 1837 – janeiro de 1895) foi um médico brasileiro.
Doutorado em medicina pela Faculdade de Medicina do Rio de Janeiro em 1860, defendo a tese “Sinfisiotomia e a Operação Cesariana”. Foi eleito membro da Academia Nacional de Medicina em 1885, com o número acadêmico 144, na presidência de Agostinho José de Sousa Lima.